# کلینووو
کلینووو (به لهستانی:  Klejnowo) یک روستا در لهستان است که در گمینا برانگوو واقع شده‌است. کلینووو  ۱۱۹ نفر جمعیت دارد.